# Mantega

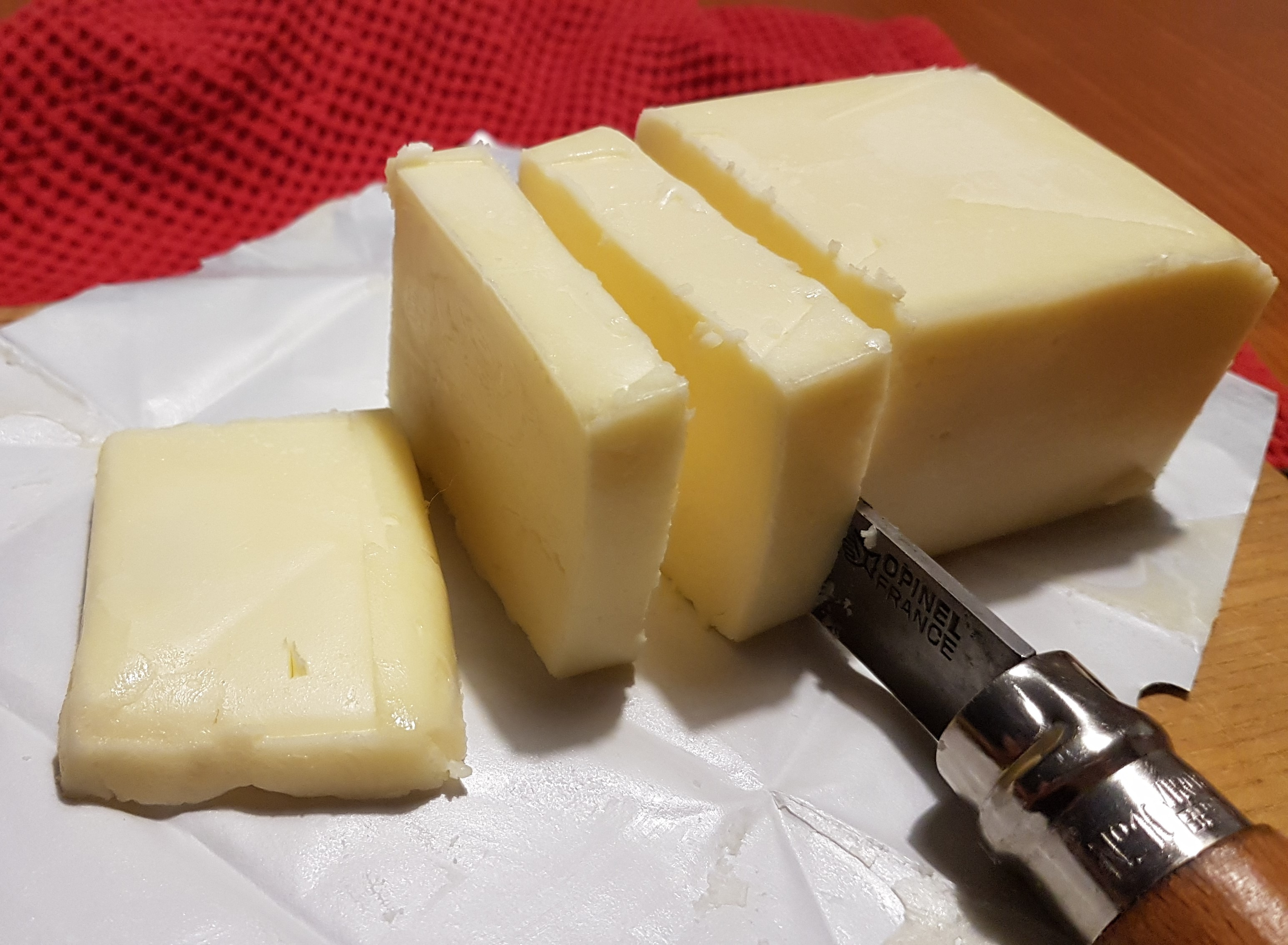
Figura 1. Bloc de mantega

La mantega és un derivat lacti amb un alt contingut en greix, obtingut pel procediment mecànic de batre la nata i presentat en forma d'emulsió sòlida, del tipus aigua en greix. És un aliment molt gras, ric en greixos saturats, colesterol i calories, pel que és recomanable per persones que requereixin un important consum energètic.
Segons la legislació europea, per ser considerada com a tal, ha de contenir un percentatge de greix làctic igual o superior al 80% i inferior al 90% i continguts màxims d'aigua del 16% i d'extracte sec magre de la llet del 2%. El terme «mantega» designa únicament al producte elaborat amb llet o nata procedent de la vaca.

## Característiques de qualitat
Consistència sòlida, homogènia i untuosa a temperatura ambient. Ha de tenir una certa resistència al tall. És molt fundent i molt poc adherent al paladar.
Color groguenc més o menys pronunciat, resultat de l'alimentació de les vaques i l'estacionalitat. El color groc és causat per la riquesa natural de carotens dels farratges que consumeixen les vaques, que varien en funció de l'estacionalitat. A l'estiu, la mantega tindrà una tonalitat més accentuada i a l'hivern, més apagada. Per aconseguir un estàndard de color es poden afegir colorants naturals (betacarotens), segons dicta la legislació.
Sabor i olor característics a mantega. Lleugerament salada i sense indicis de ranciesa o qualsevol olor estrany. Si es tracta d'una mantega del tipus àcida, tindrà sabors lleugerament àcids i a diacetil per la maduració de la nata.

## Història
La mantega era molt preuada pels pobles vikings i celtes, raó per la qual els romans i els grecs la consideraven un producte bàrbar i no la van incloure en la seva dieta. El poeta grec Anaxàndrides es referia als tracis, per exemple, com a «menjadors de mantega». Això explica la introducció tardana d'aquesta en alguns països europeus com Itàlia, Portugal i els Països Catalans. A la gastronomia catalana tradicional la mantega és gairebé totalment inexistent, excepte en algunes receptes on molt recentment ha substituït el saïm, malgrat que la substitució d'aquest, als Països Catalans, s'ha fet majoritàriament per oli d'oliva.
A la Mediterrània, alguns països del Magrib i de l'est l'han incorporada a alguns dolços, si bé en certes preparacions, com els polvorons, prefereixen reemplaçar el saïm (greix de porc, no halal) directament per oli i no amb mantega. A la part cristiana i a l'oest encara s'utilitza pràcticament només per a preparacions de cuines estrangeres. Per a plats salats, com a herència dels grecs, es continua considerant més prestigiós l'oli d'oliva a tot l'arc mediterrani.
A més, la mantega feta amb llet de vaca no ha estat mai sostenible a la mediterrània, ja que aquest animal requereix pastures verdes que només són a les terres plujoses d'altres climes més nòrdics. Així, aquesta havia de ser gairebé sempre comprada, i la llet bovina, com l'ovina o altres, hom preferia utilitzar-la com a tal, o bé fermentada en forma de iogurt o quallada en forma de brossat, o fins i tot en formatge, abans que com a greix, ja que en canvi l'olivera era molt abundant. En cultures continentals, en canvi, la mantega es considerava un producte car per la feina que se suposava que requereix la seva elaboració, per aquesta raó estava disponible només per a les classes més riques.

## Tipus
Segons la seva procedència
La denominació «mantega» fa referència al producte obtingut de la llet o nata de vaca, però és possible obtenir-ne d'altres espècies animals com són l'ovella o la cabra. En aquest cas, la denominació haurà de fer referència a l'espècie de la qual procedeix; per exemple: «mantega de cabra». Les mantegues d'ovella i de cabra es caracteritzen per presentar un color més clar i un contingut en greix superior a la de vaca.
Segons el procés d'elaboració  
- Mantega de nata dolça: obtinguda a partir de nata fresca sense madurar

- Mantega de nata àcida/madurada: obtinguda a partir de nata acidificada durant un procés de maduració

- Mantega batuda: s'incorpora aire durant el procés d'elaboració fins a arribar a un contingut del 30%, aconseguint una mantega més lleugera que facilita la seva untuositat.

Segons el contingut en greix
Hi ha altres productes que en la seva denominació porten la paraula «mantega» però tenen un contingut en greix làctic diferent de la mantega considerada com a tal:
- «Mantega tres quarts»: producte amb un contingut mínim de matèria grassa làctia del 60% i màxim del 62%.

- «Semimantega»: producte amb un contingut mínim de matèria grassa làctia del 39% i màxim del 41%.

- «Mantega light» o «lleugera» i «amb baix contingut de matèria grassa»: té un contingut de greix inferior o igual al 62%. Aquestes mencions poden substituir a les mencions «tres quarts» i «semi», respectivament.

Segons el contingut en sal: Actualment, la sal s'afegeix com a potenciador del sabor a algunes mantegues però antigament s'afegia com a conservant.
- Sense sal afegida

- Salada (<5%).

Segons l'addició d'altres ingredients: Si s'afegeixen espècies, per exemple.

## Procés d'elaboració

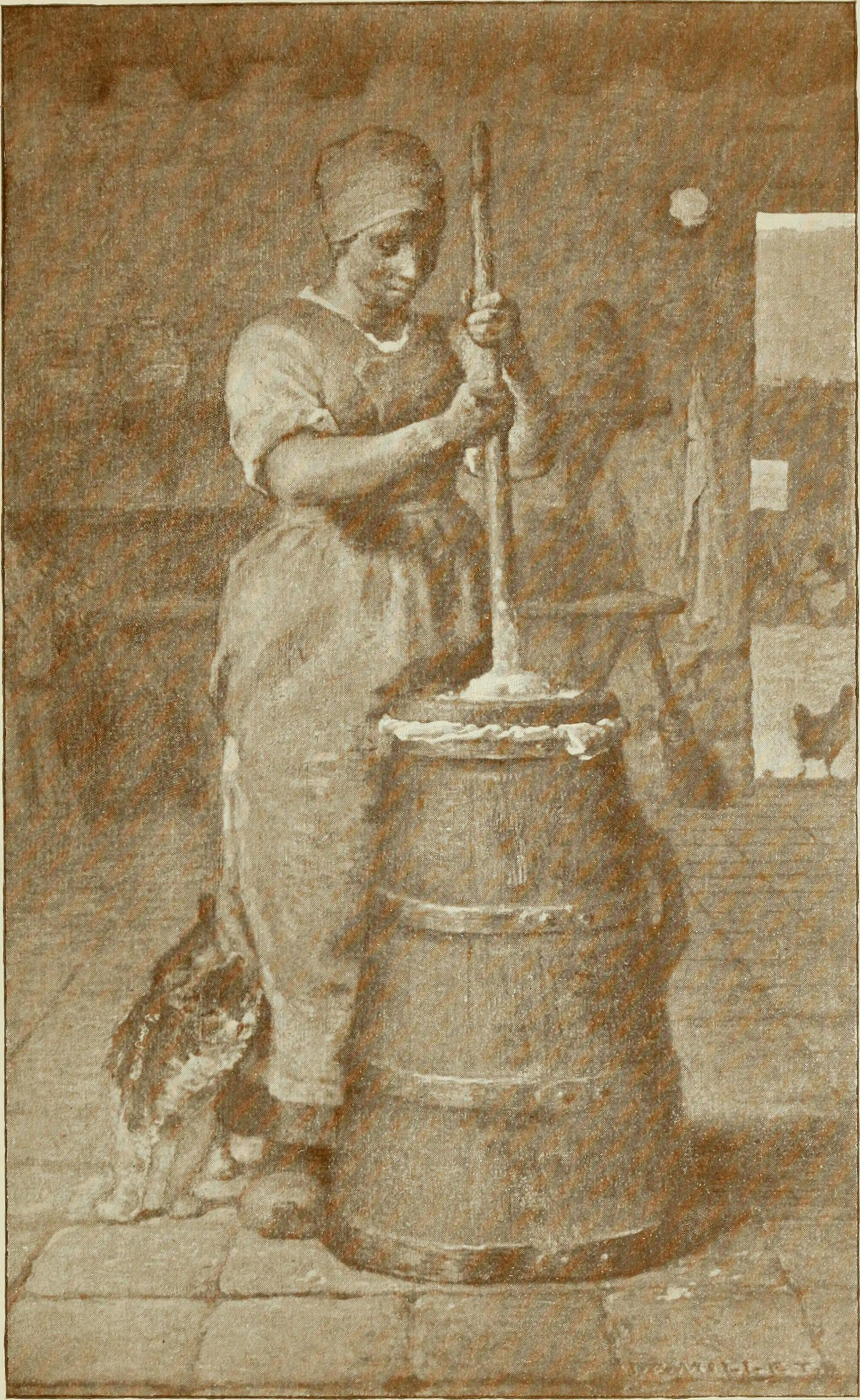
Figura 2. Manteguera de fusta antiga

### Procés d'elaboració casolà
Antigament, l'elaboració de la mantega es feia a la granja i era per consum propi. S'utilitzaven mantegueres de fusta manuals. El procés consistia a batre la nata amunt i avall, amb una cullera llarga o espàtula de fusta, fins a muntar-la. Després es continuava batent i s'extreia el sèrum de mantega. Els grans de mantega es posaven en un recipient poc profund i es treballaven manualment per acabar d'extreure el sèrum que quedava i aconseguir uns grans amb una humitat i estructura acceptables. De fet, l'obtenció de mantega quan es volia muntar nata és un error relativament freqüent dels cuiners novells.

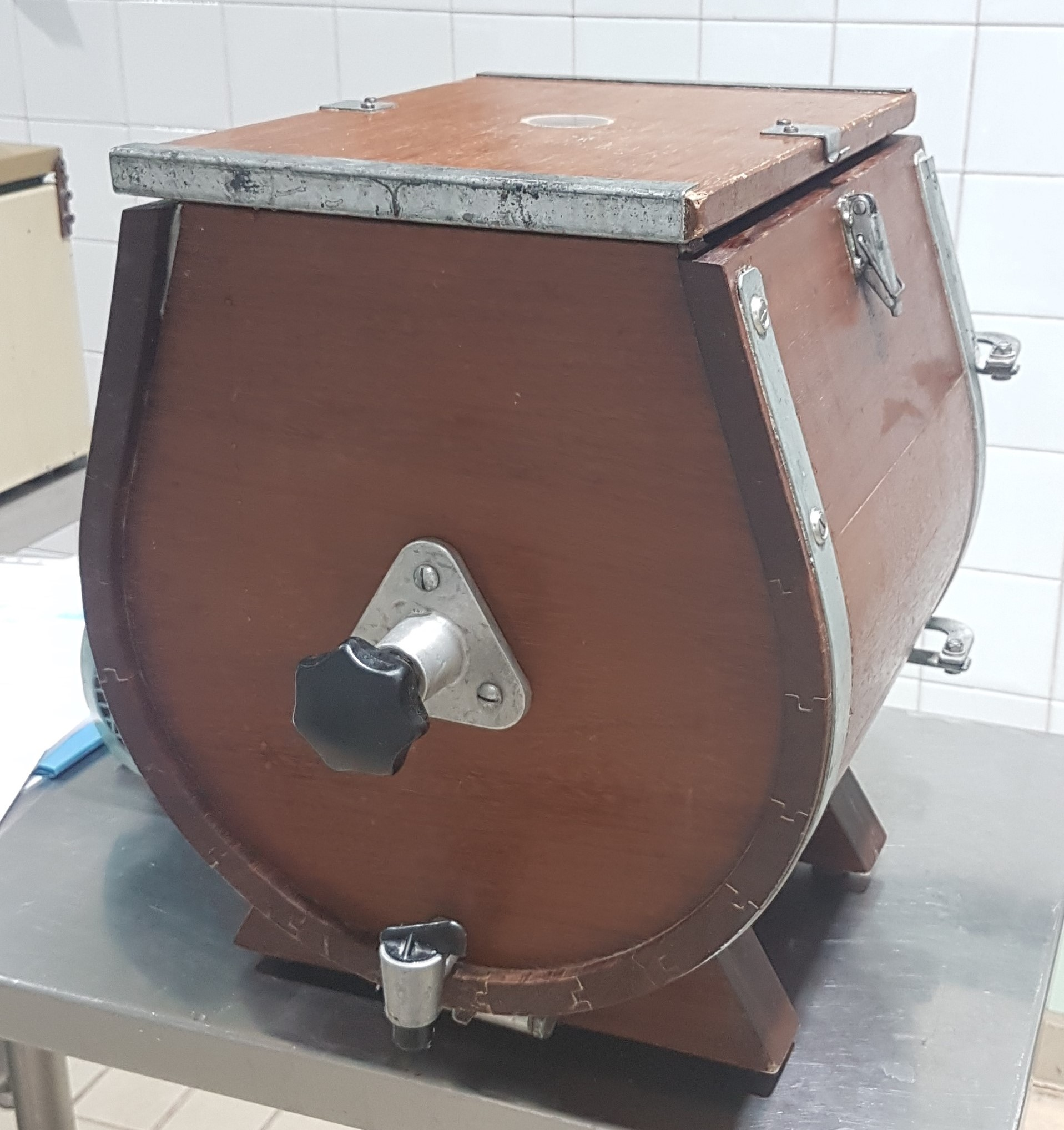
Figura 3. Manteguera elèctrica de fusta

Després van aparèixer mantegueres de fusta amb un motor per augmentar l'eficiència de la batuda de les pales i una vàlvula per drenar el sèrum de mantega. D'aquesta manera s'anava molt més ràpid i el treball manual va disminuir. Les de tipus elèctric van anar evolucionant i l'acer inoxidable va substituir a la fusta. Per qüestions higièniques, s'ha vist que el millor material és l'acer inoxidable. Actualment, equivaldria a utilitzar una batedora o robot de cuina.

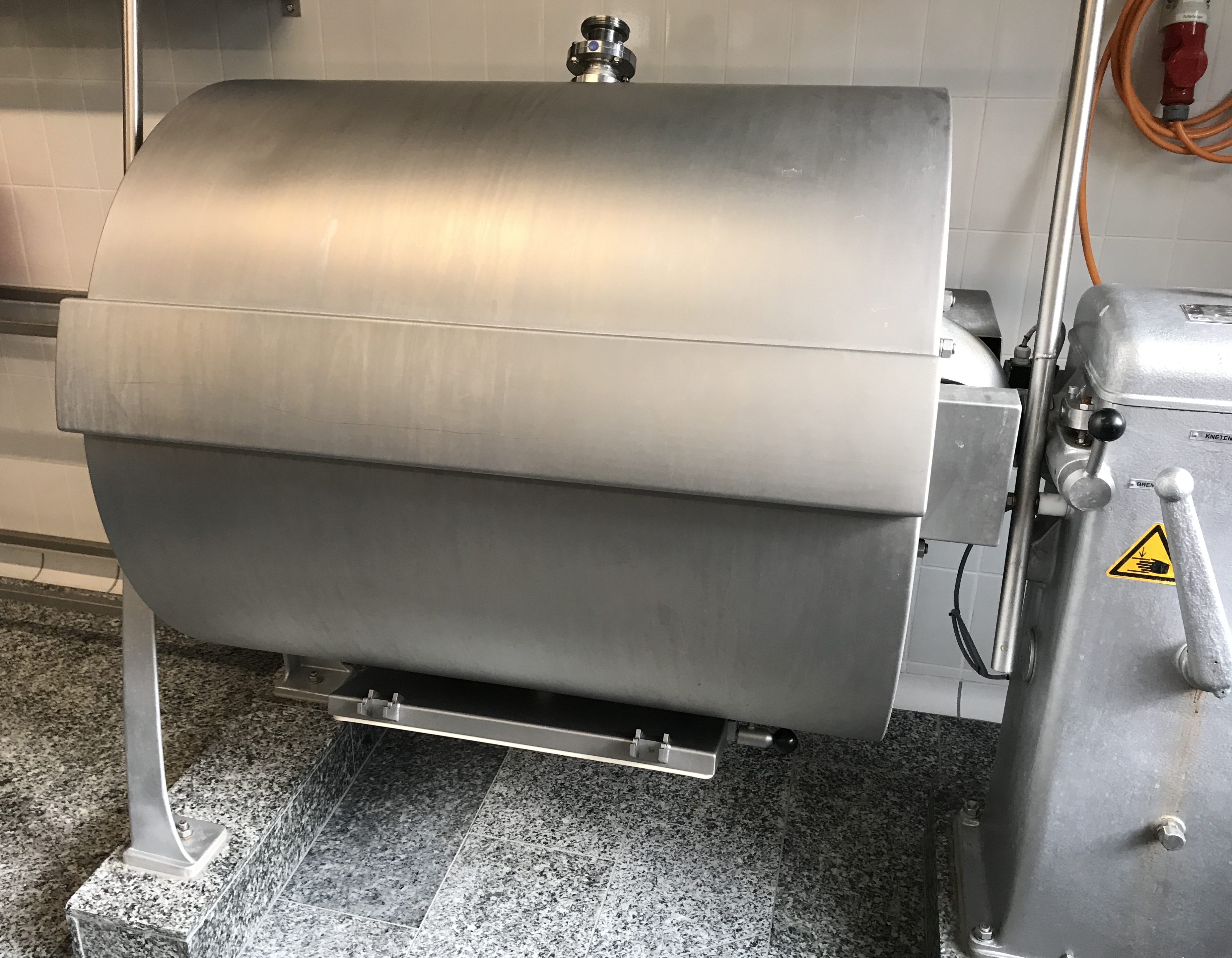
Figura 4. Manteguera elèctrica d'acer inoxidable

### Procés d'elaboració industrial
La primera matèria per a l'elaboració de mantega és la nata. Aquesta s'obté del procés de desnatat de la llet, és a dir, de la separació de la llet sencera en nata i llet desnatada. El desnatat es fa mitjançant una centrífuga. La nata és un producte amb un contingut en greix elevat. Pren la forma d'una emulsió del tipus greix en aigua (o/w).
Hi ha fabricants de mantega que fan aquesta etapa de desnatat i d'altres que directament compren la nata a una indústria làctia externa.
Si la nata prové d'una altra indústria làctia, ja s'haurà pasteuritzat i estandarditzat per tal que compleixi amb les característiques de qualitat desitjades. Si és el mateix fabricant de mantega el que separa la nata, la llet sencera es preescalfa en un pasteuritzador abans de passar-la per la desnatadora. La nata obtinguda s'emmagatzema en tancs refrigerats, es mesura el contingut en greix i si cal, es normalitza.

#### Etapes de preparació de la nata
1. Recepció de la nata
Tant si la nata prové de la mateixa empresa làctia com d'un proveïdor, ha de ser d'alta qualitat microbiològica, lliure de defectes de sabor o aroma, i sense restes d'antibiòtics i de desinfectants.

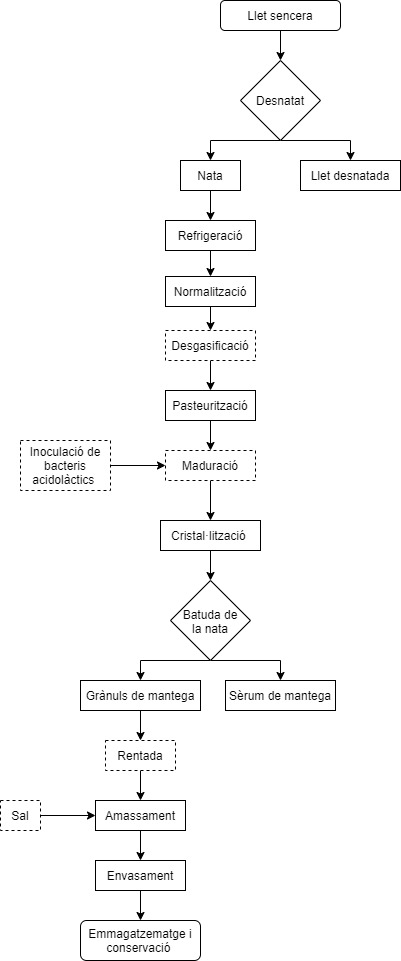
Figura 6. Etapes del procés productiu de la mantega (les etapes opcionals estan indicades amb una línia discontínua).

Es fa una anàlisi per determinar la proporció d'àcids grassos insaturats, expressats en termes d'índex de iode, ja que determinarà els paràmetres de fabricació.
2. Normalització
El contingut en greix làctic de la nata pot variar per molts factors com: l'alimentació de l'animal, l'espècie, la raça, el mateix individu, l'edat, la fase de lactació, l'època de l'any, la regió geogràfica i el maneig. La normalització és l'etapa que regula el contingut de greix de la nata per tal d'estandarditzar el procés d'elaboració de mantega i obtenir el màxim rendiment possible. Normalment la nata arriba amb un contingut de greix superior al necessari per a l'obtenció de mantega, que és entre un 35% i un 40%. Per obtenir aquests valors, la nata es normalitza amb llet desnatada.
3. Desgasificació
A vegades, la nata pot contenir algunes substàncies aromàtiques indesitjables que es poden eliminar mitjançant una desgasificació al buit. S'escalfa la nata i a continuació se li aplica un buit parcial perquè aquestes substàncies volàtils s'evaporin. Després d'aquest tractament, la nata es pasteuritza. La nata que no s'ha hagut de desgasificar es pasteuritza directament.
4. Pasteurització
La nata es pasteuritza a alta temperatura (80 °C durant 15 segons o bé, ≥ 95 °C sense temps de manteniment). Les altes temperatures són necessàries per assegurar la destrucció dels microorganismes patògens i enzims (peroxidases i lipases) que podrien alterar la qualitat de la mantega. A més, la pasteurització aporta a la nata una major resistència a l'oxidació, atès que es produeixen compostos antioxidants durant el procés.

#### Etapes del procés d'elaboració de mantega
5. Maduració
És una etapa opcional. Només es realitzarà en cas que es vulgui produir la mantega del tipus àcida. Aquesta etapa condicionarà la intensitat de l'aroma i els sabors finals de la mantega.
S'inoculen bacteris acidolactics de diferents espècies seleccionades en forma de preparats. Les més comunes per a l'elaboració de mantega són:
- Lactococcus lactis subsp. cremoris

- Lactococcus lactis subsp. lactis

- Lactococcus lactis subsp. lactis biovar. diacetylactis

- Leuconostoc mesenteroides subsp. cremoris

Fermenten la lactosa per formar àcid làctic i àcid cítric. L'àcid làctic acidifica la nata i l'àcid cítric acaba esdevenint diacetil, la substància aromàtica més característica de la mantega. Cal destacar que Lactococcus lactis cremoris i Lactococcus lactis lactis acidifiquen més i més ràpid i, Lactococcus lactis sp. lactic biovar. diacetylactis i Leuconostoc cremoris sp. cremoris produeixen més quantitat de diacetil.
La mantega dolça té l'aroma característic de mantega però és menys aromàtica que l'àcida, ja que a la nata no s'hi han afegit cultius de bacteris acidolàctics.
6. Cristal·lització
La nata se sotmet a un programa de refredament controlat per obtenir l'estructura cristal·lina adequada del greix perquè la mantega tingui la consistència desitjada. Els cristalls formats s'agreguen entre ells i creixen formant una xarxa tridimensional en la fase contínua greixosa.
El programa de cristal·lització s'elegeix en funció de la proporció de greix no saturat en la nata, que pot expressar-se en valors de l'índex de iode. Per aquest motiu, en l'etapa de recepció de la nata, s'analitza el contingut de greix insaturat. Els greixos amb un índex de iode baix (poc insaturats) tenen un punt de fusió alt i, per tant, una consistència més dura. En canvi, els greixos amb un índex de iode alt (molt insaturats) tenen un punt de fusió baix i una consistència més tova.
Els diferents programes de cristal·lització tenen l'objectiu de minimitzar la duresa excessiva del greix quan aquest és poc insaturat i regulen la temperatura de formació de cristalls grans per alliberar el màxim de greix líquid durant la batuda. Per tal d'assolir-ho, s'alternen diferents temperatures i temps. Inicialment, la nata es refreda entre 6 i 8 °C, després s'escalfa entre 20 i 24 °C i, finalment, es torna a refredar entre 14 i16 °C. Tot el procés sol durar entre 12 i 15 hores.
7. Batuda de la nata
És l'etapa fonamental del procés d'elaboració, ja que la nata es convertirà en mantega per la inversió de fases. La nata és una emulsió del tipus greix en aigua (o/w) on els glòbuls de greix estan dispersos en una fase contínua aquosa. Els glòbuls de greix estan recoberts per una membrana de fosfolípids i proteïnes que manté els glòbuls separats els uns dels altres. Amb la força de la batuda, la membrana del glòbul gras es trenca i s'allibera el greix de l'interior dels glòbuls. El greix s'agrega formant una fase contínua que atrapa petites gotes de fase aquosa o sèrum, i es produeix la inversió de fases (greix en aigua 🡪 aigua en greix). La major part de la fase aquosa, el sèrum de mantega, es drena de l'interior de la manteguera. S'ha format la mantega, que és una emulsió del tipus aigua en greix (w/o) on gotes d'aigua estan finament disperses en una fase contínua de greix. 

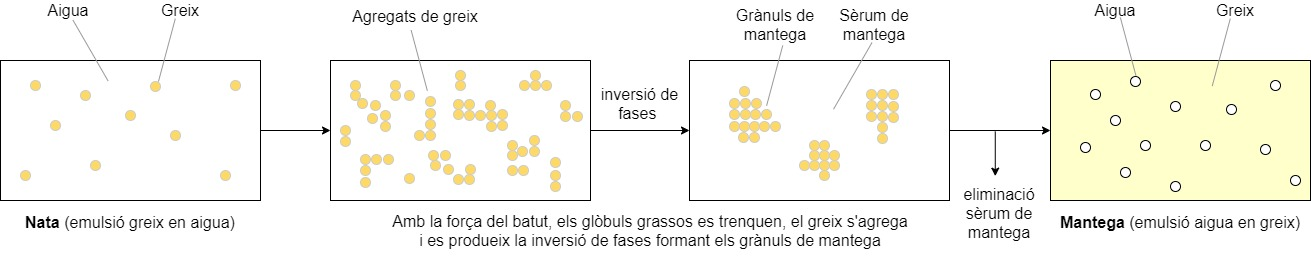
Figura 5. Diagrama dels canvis que es produeixen durant la batuda de la nata

8. Drenatge del sèrum de mantega
El sèrum de mantega que s'elimina és un subproducte lacti líquid de color blanc-groguenc, menys espès que la nata i de gust lleugerament agre. Majoritàriament està format per aigua, lactosa i proteïna, però també conté un petit % de greix de la nata que no s'ha transformat en mantega.
S'utilitza com a beguda refrescant, com a ingredient per a la indústria alimentària i per alimentació animal.
9. Rentada
Aquesta etapa és opcional. Si el procés d'elaboració de mantega es fa en continu, l'etapa de rentada no és habitual. En cas que el procés es faci en lots i hi hagi poca distribució de l'aigua en els grànuls de mantega, sí que pot ser necessari.
L'objectiu és acabar d'extreure restes de sèrum que hagin pogut quedar en els grànuls de mantega quan s'ha eliminat el sèrum. S'afegeix aigua freda als grànuls de mantega, la batedora agita la barreja i després es buida l'aigua de rentar.
En el cas de la mantega àcida, la rentada elimina l'excés de diacetil i àcid làctic.
10. Amassament
S'aplica una pressió sobre els grànuls de mantega perquè es compactin i per repartir homogèniament l'aigua que hi ha quedat atrapada, aconseguint una massa de consistència sòlida i seca. Aquesta etapa permet controlar la humitat de la mantega, ja que elimina petites gotes de sèrum de mantega que han quedat incorporades en la fase contínua de greix.
Si aquest procés es fa al buit, s'obté una mantega que conté menys aire incorporat i per tant, és més dura.
Si es vol aconseguir una mantega del tipus salada, en aquesta etapa s'afegeix sal i es treballa vigorosament per assegurar-ne la distribució uniforme.
És una etapa molt important perquè ajuda a acabar d'obtenir les característiques de qualitat del producte: aroma, sabor, consistència, aparença i color.
11. Envasament i conservació
Abans d'envasar la mantega, es refrigera unes 10 hores perquè el greix adquireixi més consistència. Se li dona la forma característica de bloc rectangular o bé es posa dins de l'envàs que ja té la forma. Existeixen màquines que modelen i tallen la mantega. En general s'elaboren paquets des de 10 g fins a 5 kg.
És molt important envasar de manera correcta per preservar i protegir la mantega del deteriorament i contaminants de l'ambient exterior. La mantega s'envasa en paper d'alumini i encerat amb cel·lulosa parafinada. Aquest material és impermeable a la llum, ja que és un producte molt susceptible a l'oxidació. També ha d'impedir la captació d'humitat i aromes. 
Es conserva en refrigeració a 5 °C per mantenir la consistència i les característiques organolèptiques.

### Processament en continu i en lots
L'elaboració de mantega es pot fer mitjançant un procés en continu o en lots (discontinu). Les etapes anteriors són comunes als dos tipus de processament. La diferència més gran entre els dos tipus de processament és que en el discontinu s'ha d'anar afegint nata i traient mantega de la batedora per portar-la a la zona d'amassament. En el cas del procés en continu, tot el procés (tant batuda com amassament) es fa en una mateixa màquina i pot estar entrant nata i sortint mantega amassada constantment. Actualment, les grans indústries elaboren en continu.
Processat en continu: S'introdueix la nata a la batedora i, quan es produeix la inversió de fases, se separen els grànuls de mantega del sèrum de mantega. El sèrum surt cap a un tanc de recollida pel reaprofitament. Els grànuls de mantega segueixen endavant cap a la zona d'amassament, que està composta per un vis sens fi que té tres etapes. En cada etapa, el vis sens fi té una distància de separació de pales i una força contra les parets i endavant superior a la següent per poder compactar els grànuls de greix. En aquesta zona es pot connectar una bomba de buit per injectar aire i aconseguir una mantega de tipus batuda, que és més untuosa.
Processat en lots (discontinu): Un exemple seria la figura 4.

## Defectes i alteracions
Alteracions microbiològiques
La mantega que es conserva a baixa temperatura, rarament sol patir deteriorament microbiològic al llarg de la seva vida útil. El creixement de microorganismes es dificulta pel fet que l'aigua forma una fina dispersió, el pH és baix (en la mantega àcida) i l'oxigen té una baixa solubilitat en el greix. En cas que el drenatge del sèrum de mantega no es fes correctament, podríen créixer microorganismes. Això és degut al fet que el sèrum està format majoritàriament per aigua, lactosa i proteïna, creant un medi de cultiu favorable i amb nutients perquè aquests microorganismes puguin proliferar.
Defectes en l'aspecte:
- Si la sal no s'ha dissolt de manera homogènia, poden quedar cristalls de sal i donar a la mantega un aspecte granulat.[15]
- Si l'etapa d'amassament i extracció del sèrum no s'ha realitzat correctament, poden quedar restes de sèrum en l'envàs.
- Si el material d'envàs no és impermeable a la humitat, la superfície s'assecarà i la capa exterior es tornarà d'un color més groguenc en comparació amb la resta de mantega.[7]
- Si les condicions de producció i conservació són inadequades, poden créixer llevats que provoquen una decoloració del greix, i/o fongs filamentosos.[23]

Defectes en la textura:
- Un mal repartiment de la sal també influirà en la textura perquè el bloc de mantega no serà uniforme.
- Si l'amassament és deficient, la mantega pot quedar trencadissa i amb grumolls.
- Si l'etapa de cristal·lització no s'ha realitzat correctament segons el programa de temperatures, es poden formar cristalls indesitjables i tenir una textura arenosa.
- Si l'extracció del sèrum no s'ha realitzat correctament i no hi ha hagut una distribució uniforme de l'aigua, la mantega pot quedar tova i enganxosa.[15]

Defectes en el sabor:
- Si la sal s'ha repartit malament, hi haurà parts del bloc de mantega que seran més salades que altres.
- Si no s'ha fet una desgasificació a la nata, es poden apreciar aromes indesitjables.
- Si no hi ha hagut un control del temps de maduració, la mantega pot ser molt àcida i tenir aroma a diacetil molt elevat. També s'ha d'escollir molt bé el cultiu de bacteris acidolàctics per aconseguir les característiques de la fermentació desitjades.
- Una mantega àcida és més sensible als efectes de l'oxidació i provoca un sabor metàl·lic.[7][9]
- Si l'etapa de rentada no es fa correctament, es pot reduir excessivament el contingut en àcid i aroma, disminuint la qualitat organolèptica de la mantega.[21]
- Després de l'amassament, és molt important envasar ràpidament la mantega amb el material d'envàs adequat i mantenir-la en refrigeració per limitar l'activitat dels enzims causants de la lipòlisi i evitar el contacte amb llum. D'aquesta manera es prevé l'aparició d'aromes i sabors a ranci i sabó. [9][22]
- Si es deixa la mantega a temperatura ambient en contacte amb l'aire, es pot donar oxidació, provocant sabors rancis.[9] El contacte amb la llum promou l'autooxidació dels àcids grassos lliures, els aminoàcids liposolubles i el carotè.[22]
- Les condicions de conservació i el material d'envàs de la mantega són molt importants per evitar que hi hagi transferència d'altres substàncies aromàtiques.[7][22]
- És molt important que el material d'envàs sigui impermeable al vapor d'aigua per evitar el creixement de microorganismes que poden causar sabors desagradables.[22]

Etiquetatge i frau:
- Cal tenir en compte la legislació relativa a la mantega[2] per proporcionar informació correcta i clara al consumidor, tant pel que fa a la qualitat, a les característiques nutricionals i a les possibles intoleràncies alimentàries.
- Les falsificacions solen consistir en addició d'aigua, substitució total o parcial per altres greixos que no són de llet i addició de fècules. Les adulteracions consisteixen en l'addició de colorants tòxics o conservadors prohibits.[24]
- També s'ha de tenir un control en les Denominacions d'Origen Protegides, que segueixin la corresponent legislació i les indicacions de les autoritats certificadores.

## Diferència entre mantega i margarina
La mantega i la margarina són dos productes d'origen molt diferent, però tenen en comú el seu elevat contingut en greix i l'aparença. Per aquest motiu, ambdues es defineixen com a matèries grasses per untar que contenen un contingut en matèria grassa superior o igual al 80% i, que conserven una consistència sòlida a temperatura ambient.
La principal diferència és l'origen dels greixos amb què s'elaboren. El greix de la mantega ha de ser 100% d'origen lacti, mentre que el greix de la margarina pot ser totalment d'origen vegetal o una barreja de lacti i vegetal, combinant del tipus saturat i insaturat per aconseguir les característiques tecnològiques adequades. Els olis vegetals dels quals prové la margarina són: blat de moro, gira-sol, colza, lli, soja i palma. La mantega, com que conté lactosa, no és apte pels intolerants a aquesta. La margarina, en cas que contingui algun ingredient d'origen lacti, tampoc ho és. En el cas que els ingredients siguin 100% vegetals, sí que és apte per aquest tipus de població.
El procés d'elaboració de la mantega i la margarina també és molt diferent. La mantega prové de nata líquida que passa per un procés de batuda i amassament fins que acaba adquirint la textura sòlida. La margarina, en canvi, s'obté a partir de greixos i olis hidrogenats per aconseguir una consistència i textura sòlida a temperatura ambient. El procés anomenat hidrogenació només es fa en els olis de llavors, que tenen un alt punt de fusió, ja que l'objectiu és que la margarina sigui sòlida a temperatura ambient. Aquests greixos es barregen, homogeneïtzen i emulsionen amb una part d'aigua o altres additius.
Una altra diferència important és la composició i perfil dels àcids grassos que aporta cadascuna d'elles:
|                                                                                            | Mantega salada (per 100 g)         | Margarina de blat de moro (per 100 g) |
| Valor energètic                                                                            | 3054 KJ/ 733 Kcal                  | 2991 KJ/718 Kcal                      |
| Greixos dels quals saturats dels quals monoinsaturats dels quals poliinsaturats colesterol | 82 g 55,13 g 21,64 g 3,28 g 0,18 g | 80 g 13,75 g 32,70 g 31,95 g 0 g      |
| Hidrats de carboni dels quals sucres                                                       | 0,50 g 0,50 g                      | 0,90 g 0,90 g                         |
| Proteïna                                                                                   | 0,70 g                             | 0,90 g                                |
| Sodi                                                                                       | 0,87 g                             | 0,20 g                                |

Tant la mantega com la margarina són aliments altament calòrics. La mantega aporta a la dieta un contingut en vitamines liposolubles, principalment vitamina A i D. El contingut de vitamina A varia en funció de l'estacionalitat i l'alimentació de la vaca ja que depèn dels carotens presents en els farratges. La mantega d'estiu és molt més rica en aquesta vitamina que la que s'elabora a l'hivern. Les vitamines hidrosolubles es perden en l'etapa de batuda perquè s'eliminen amb el sèrum de mantega. La majoria de minerals, com el calci i potassi, també es perden quan s'elimina el sèrum de mantega.
La margarina aporta un contingut de vitamines diferent depenent del tipus d'oli que s'utilitzi en la seva elaboració. Per posar un exemple, la margarina de blat de moro té un contingut en vitamines i minerals menor en comparació amb altres llavors vegetals. El blat de moro és alt en potassi i conté vitamines del grup B i vitamina E. El color de la margarina també variarà en funció de la llavor de la qual s'extregui l'oli. Perquè la margarina sigui un aliment més semblant a la mantega, la legislació permet afegir vitamines (A,D,E…) i colorants com els beta carotens per normalitzar el color.

## Denominació d'Origen Protegida
Mantega de l'Alt Urgell i la Cerdanya